# Eviota albolineata
Eviota albolineata · Gobie nain à ligne blanche
Espèce
Eviota albolineata, communément nommé Gobie nain à ligne blanche, est une espèce de poissons marins de la famille des Gobiidae.
Le Gobie nain à ligne blanche est présent dans les eaux tropicales de l'Indo-Pacifique soit des côte sorientales de l'Afrique aux Tuamotu, excepté la mer Rouge et Hawaii,.
Ce gobie nain est un petit poisson qui atteint une taille comprise entre 19 et 26 mm de long.